# Maylandia heteropicta
Maylandia heteropicta là một loài cá thuộc họ Cichlidae. The correct name of its chi is not clear; some authors prefer Maylandia, others Metriaclima.
Nó là loài đặc hữu của Malawi. Môi trường sống tự nhiên của chúng là hồ nước ngọt.